# كيم باتن
كيم باتن (بالإنجليزية: Kim Batten) هي منافسة ألعاب القوى أمريكية، ولدت في 29 مارس 1969 في ماكراي في الولايات المتحدة.

## وصلات خارجية
- كيم باتن على موقع الاتحاد الدولي لألعاب القوى (الإنجليزية)
- كيم باتن على موقع الاتحاد الأمريكي لسباقات المضمار والميدان (الإنجليزية)
- كيم باتن على موقع الاتحاد الأمريكي لسباقات المضمار والميدان، قاعة المشاهير (الإنجليزية)
- كيم باتن على موقع اللجنة الأولمبية الدولية (الإنجليزية)
- كيم باتن على موقع أوليمبيديا (الإنجليزية)